# Ap Lei Chau
Ap Lei Chau (traditionell kinesiska: 鴨脷洲; kantonesiskt uttal: Aap Leih Jāu), tidigare benämnd Aberdeen Island, är en ö tillhörande Hongkong som är belägen sydväst om Hongkongön och har en area på 1,32 km². Ap Lei Chau är en del av det administrativa distriktet Southern District och är den mest tätbefolkade ön i världen.